# Här kommer Pippi Långstrump
För andra betydelser, se Här kommer Pippi Långstrump (olika betydelser).
Här kommer Pippi Långstrump är en barnsång med sångtext av barnboksförfattaren Astrid Lindgren och musik komponerad av jazzpianisten och kompositören Jan Johansson (1931–1968). Sången sjungs som signaturmelodi av Inger Nilsson i TV-serien Pippi Långstrump från 1969, samt i Olle Hellboms Pippi Långstrump-filmatiseringar, både i inledningen och avslutningen.

## Publikation
- Barnvisboken, 1977, som "Här var det hoppsan hejsan" ("Här kommer Pippi Långstrump")
- Smått å Gott, 1977
- En bunt visor för Pippi, Emil och andra, 1978
- Barnvisor och sånglekar till enkelt komp, 1984 (som "Pippi Långstrump")
- Barnens svenska sångbok, 1999, under rubriken "Sånger för småfolk".

## Inspelningar
En tidig inspelning gjordes av Inger Nilsson, och gavs ut på albumet Här kommer Pippi Långstrump från 1969. Sången finns också inspelad med Siw Malmkvist, och utkom på albumet Pippi från 1980.
Sången är välkänd i flera länder, bland annat i Tyskland, och har där gjorts i flera coverversioner, bland annat i flera technoremixversioner och av punkbanden Heiter bis Wolkig och WIZO.

## I populärkultur och politik
Melodin används av tyska fotbollssuportrar, och sjungs ofta tillsammans med synkroniserade hopprörelser. Detta har gjort att sången förknippats med diskussioner om läktarnas säkerhet vid hög belastning på bland annat Westfalenstadion i Dortmund. Melodin sjungs med texten "Hey, Eintracht Frankfurt" av Eintracht Frankfurts supportrar.
Den tyska socialdemokratiska politikern och SPD-generalsekreteraren Andrea Nahles sjöng 3 september 2013 sången med den tyska texten "Ich mach mir die Welt, wide wide wie sie mir gefällt" i den tyska förbundsdagen som svar på ett uttalande av Angela Merkel, som Nahles ansåg uttala sig arrogant, egenmäktigt och verklighetsfrämmande.  Inspelningen av denna sång blev populär på Youtube i Tyskland, delvis på grund av det omusikaliska framförandet, och uppmärksammades av flera satirprogram. A-capellabandet Füenf använde också melodin för en satirvisa om förbundspresidenten Christian Wulff.